# Бразильско-ирландские отношения
Бразильско-ирландские отношения — двусторонние дипломатические отношения между Бразилией и Ирландией.

## История
В конце 1577 года в Бразилию прибыл миссионер Томас Филд, который стал первым известным ирландским поселенцем и провел три года в Пиратингинге (нынешний Сан-Паулу). В 1612 году ирландские эмигранты основали колонию в Тауреге (устье реки Амазонки), где также были созданы английские, голландские и французские поселения. Многие из ирландских колонистов торговали табаком, красителями и лиственными породами. В 1620 году вторая группа ирландских поселенцев прибыла в Бразилию. 17 марта 1770 года в Бразилии был впервые отпразднован день святого Патрика.
Во время Сисплатинской войны (1825—1828) правительство Бразилии отправила рекрутов в Ирландию для вербовки местных мужчин в качестве солдат для войны против Аргентины. Ирландцам было обещано, что если они вступят в ряды бразильских вооружённых сил, то спустя пять лет службы им будет предоставлен земельный участок. Приблизительно 2400 мужчин откликнулись на призыв рекрутов и прибыли в Бразилию (многие со своими семьями), но правительство страны полностью игнорировало их. Ирландцы подняли мятеж вместе с немецким полком и на несколько дней на улицах Рио-де-Жанейро велись боевые действия. После окончания мятежа большинство ирландцев были депортированы домой, либо уехали в Канаду и Аргентину, небольшая часть переселенцев была выселена в колонию в провинции Баия.
Правительство Бразилии в дальнейшем пыталось привлечь в страну ирландских иммигрантов, но большая часть земель, которую оно им предоставляло, была непригодной для земледелия и находилась в чрезвычайно отдаленных районах. Многие из ирландских поселенцев умерли в Бразилии или иммигрировали в другие страны. В то же время несколько видных ирландцев служили на дипломатических постах в Бразилии представляя Великобританию (поскольку Ирландия в те годы была частью Британской империи). Ирландский националист и британский дипломат Роджер Кейсмент служил британским консулом в Сантусе, Белене и Рио-де-Жанейро. В XVIII и XIX веке несколько тысяч ирландцев эмигрировали в Бразилию, однако начиная с XX века эта тенденция изменилась и более 13 000 бразильцев прибыло в Ирландию, причем большинство из них проживает в городе Горт, графство Голуэй.
Во время Первой мировой войны бразильские и ирландские солдаты (которые воевали в составе вооружённых сил Великобритании) сражались вместе против немецких войск во время Стодневного наступления во Франции. Во время Второй мировой войны Бразилия отправила войска в Италию, а Ирландия соблюдала нейтралитет, однако несколько тысяч ирландцев вступили добровольцами в вооружённые силы Великобритании для борьбы странами «оси» и их союзниками. После окончания Второй мировой войны отношения между Бразилией и Ирландией получили развитие: в 1964 году Ирландия назначила почетного консула в Сан-Паулу Томаса Фрэнсиса О’Киффе, который занимал эту должность до смерти в 2001 году, а в Рио-де-Жанейро был назначен Ларс Янар в качестве посла-нерезидента в Бразилии. В 1975 году Бразилия и Ирландия официально установили дипломатические отношения. В 1991 году Бразилия открыла посольство в Дублине, а в 1995 году президент Ирландии Мэри Робинсон совершила официальный визит в Бразилию. В 2001 году Ирландия открыла посольство в Бразилиа. В 2006 году ирландская компания Enterprise Ireland открыла офис в Сан-Паулу с осуществлением деятельности по всей Южной Америке. В 2015 году страны отметили 40 лет с момента установления дипломатических отношений.

## Торговля
В 2017 году товарооборот между странами составил сумму 1,7 млрд. евро. Бразилия является вторым по величине торговым партнером Ирландии в Латинской Америке (после Мексики). Экспорт Бразилии в Ирландию: самолеты, машинное оборудование, минералы, соя, мясо, фрукты и древесина. Экспорт Ирландии в Бразилию: фармацевтические препараты, прецизионные инструменты, машинное оборудование и органические химикаты. Около 145 ирландских компаний присутствуют на рынке Бразилии.

## Дипломатические представительства
- Бразилия имеет посольство в Дублине[11].
- У Ирландии имеется посольство в Бразилиа и генеральное консульство в Сан-Паулу[12].